# Queso Cebreiro
Cebreiro es un queso de leche de vaca gallego, con inscripción en el registro europeo de denominaciones de origen protegidas.

## Zona geográfica
Se elabora en los municipios lucenses siguientes: Baleira, Baralla, Becerreá, Castroverde, Cervantes, Folgoso de Caurel, Fonsagrada, Láncara, Navia de Suarna, Los Nogales, Piedrafita, Samos y Triacastela.
Toda esta zona presenta un clima oceánico de montaña. Las actividades agrícolas se encuentran muy limitadas por las características continentales, en particular por las frías temperaturas y la presencia de heladas durante la mitad del año. Es un territorio más favorable para la actividad ganadera, por la presencia de buenos prados naturales y pastos.

## Historia
Se atribuye su origen a los primeros monjes que se instalaron en el poblado de O Cebreiro, lugar en el que el Camino de Santiago Francés entra en Galicia. Dos docenas de quesos de Cebreiro se remitían anualmente a Portugal, para consumo de la Casa Real portuguesa durante el reinado de Carlos III. 
En el libro «Geografía General del Reino de Galicia» (1936), se recoge información relativa al queso del Cebreiro, de sus características y forma de elaboración. Posteriormente, y ya en los años 1960, Carlos Compairé Fernández publicó diversos estudios sobre estos quesos.

## Denominación de Origen
Existen productores que operan fuera de la Denominación de Origen Cebreiro empleando la forma y el nombre del producto. Todo Queso de la DOP Cebreiro tiene una Contraetiqueta que lo identifica como tal garantizando el estándar del producto. Esto mismo sucede con cualquier producto en España, ya que un productor no está obligado a estar dentro de la Denominación de Origen. Lo que si es necesario es estar registrado en el Registro Gallego Sanitario, que es lo que garantiza la seguridad alimentaria del producto. Este registro está regulado en el DECRETO 204/2012, de 4 de octubre, por el que se crea el Registro Gallego Sanitario de Empresas y Establecimientos Alimentarios, cuya "finalidad última del citado registro en el ámbito de la seguridad alimentaria es la protección de la salud a través de la información actualizada de las vicisitudes de las empresas que intervienen en la cadena alimentaria, de manera que se garantice una adecuada programación de los controles oficiales y, a su vez, constituya un elemento esencial para los servicios de inspección, asegurando la posibilidad de actuar con rapidez y eficacia en aquellos casos en que existe un peligro para la salud pública, sin que se obstaculice la libre circulación de mercancías."

## Elaboración
Este queso se elabora a partir de leche entera pasterizada de vaca de las razas rubia gallega, pardo alpina, frisona o de sus cruces entre sí. Sigue un proceso de producción que comprende una primera fase de pasteurización de la leche, para pasar luego a la coagulación, con cuajo animal o con otras enzimas coagulantes autorizados. Luego se corta la cuajada en bloques de 10-20 mm de diámetro.
Tras un primer desuerado en la propia cuba, la leche cuajada se introduce en sacos de tela que se cuelgan para que se produzca un segundo desuerado, permaneciendo colgados de 5 a 10 horas. Después se amasa la cuajada para hacer una pasta uniforme de tacto arcilloso y se sala con cloruro sódico. Se mete en moldes para el prensado final. Luego, los quesos se sacan de los moldes y se ponen en cámaras frigoríficas a una temperatura comprendida entre 2 y 6 °C durante un tiempo de maduración mínimo de una hora. Pasado ese tiempo, los quesos que se comercialicen como frescos podrán salir al mercado. Es opcional seguir un proceso de curado posterior, en bodegas con una humedad relativa entre el 70 y el 80 % y una temperatura entre 10 y 15 °C. El periodo mínimo de curado será de cuarenta y cinco días. Los quesos curados indicarán en su etiquetado esta característica. Los quesos deberán llevar una contra etiqueta numerada.

## Características
La materia grasa es de un mínimo 45 % y máximo 60 %, sobre extracto seco. Tiene una forma peculiar, de hongo o gorro de cocinero, con una altura de unos quince centímetros en total y un peso que varía entre los trescientos gramos y los dos kilos. 
Se trata de un queso madurado, que puede presentarse tanto tierno como curado. El queso fresco no tiene corteza diferenciada, y su masa es blanca y untuosa, con un sabor lácteo algo ácido. Cuando está curado tiene la corteza poco diferenciada; la pasta es amarillenta pudiendo ser de amarillo intenso, y firme, adquiriendo un sabor un tanto metálico, picante y lácteo, con aroma característico.

## Estatus
Se ha solicitado su reconocimiento como DOP. Una vez superada la fase nacional, se ha publicado la solicitud en el DOCE en enero de 2008, abriéndose así el plazo de seis meses durante el cual pueden formularse declaraciones de oposición. Mientras tanto, es objeto de protección provisional por el Reglamento de la Denominación de Origen protegida aprobada por la Junta de Galicia el 21 de diciembre de 2004 y ratificado por el Ministerio de Agricultura, Pesca y Alimentación el 17 de mayo de 2005, protección que cesará a partir de la fecha en que la Comisión Europea adopte una decisión sobre el registro solicitado.

## Fuente (parcial)
- Solicitud de DOP para el Queso Cebreiro DOCE 23.1.2008
- Reglamento de protección provisional BOE 31.5.2005